# Okvirna direktiva o vodama
Okvirna direktiva o vodama (Directive 2000/60/EC, eng. Water Framework Directive), direktiva Europske unije kojom se zemlje članice posvećuju ostvarivanju dobre kvalitete i kvantitete vodenih površina do 2015. godine. Donesena je 23. listopada 2000.